# Тера (языковая группа)
Тера (англ. tera) — одна из групп центральночадской ветви чадской семьи. Основная территория распространения — штаты Адамава, Борно и Гомбе в восточной части Нигерии. Численность носителей языков тера составляет около 242 тыс. человек. В группу включают языки тера, джара, га’анда, хона и ряд других языков и диалектов. В ряде классификаций противопоставляются восточные и западные языки.

Большинство языков группы бесписьменные, письменность языка тера (наиболее распространённого по численности говорящих среди других языков группы) основана на латинской графике.

## Классификация
Группа тера представлена следующими языками и диалектами:
- тера;
- ньиматли;
- пидлими (хина);
- джара;
- бога;
- хона;
- га’анда;
- габин;
- нгваба.

Среди перечисленных языков в классификации британского лингвиста Роджера Бленча (Roger Blench) не упоминается язык ньиматли, в классификации чешского лингвиста Вацлава Блажека (Václav Blažek) помимо ньиматли не упоминается язык нгваба, в классификации, опубликованной в работе С. А. Бурлак и С. А. Старостина «Сравнительно-историческое языкознание», приводится язык ньиматли, но отсутствуют языки бога и нгваба.

В классификации чадских языков в статье В. Я. Порхомовского «Чадские языки», опубликованной в лингвистическом энциклопедическом словаре, группа тера разделена на две подгруппы, представляющие два обособленных ареала:
- тера, джара;
- га’анда, хона.

В работе «Сравнительно-историческое языкознание» (С. А. Бурлак, С. А. Старостин) группа тера вместе с группами бура-марги, хиги, бата и лааманг (хидкала) входит языковое объединение гонгола-хиги.
Согласно справочнику языков мира Ethnologue большинство языков тера включено в подгруппу А1 группы А ветви биу-мандара, исключение составляет язык нгваба, отнесённый к подгруппе А8. В подгруппе А1 выделяются два языковых ареала — восточный и западный. Языки ньиматли и пидлими (хина) при этом рассматриваются как диалекты языка тера, а габин как диалект языка га’анда.
- восточные языки:
  - бога;
  - га’анда:
    - га’анда;
    - габин.

  - хона.
- западные языки:
  - тера:
    - бура кокура;
    - ньиматли;
    - пидлими (хина).

  - джара.

## Ареал и численность
Область распространения языков тера представляет собой два островных ареала в восточной Нигерии, окружённые территориями распространения как родственных центральночадских и западночадских языков, так и неродственных языков нигеро-конголезской макросемьи (адамава-убангийский язык ваджа и атлантический язык фула) и сахарской семьи (язык центральный канури). Западный островной ареал на территории юго-западной части штата Борно и восточной части штата Гомбе представлен языками тера, ньиматли, пидлими и джара. Восточный островной ареал в северной части штата Адамава на границе со штатом Борно представлен языками га’анда, габин, хона, бога и нгваба.
Один из языков группы тера — нгваба — отмечен в «Атласе языков мира, находящихся под угрозой исчезновения» (Atlas of the World’s Languages in Danger) организации UNESCO как исчезающий язык (severely endangered).
Общая численность носителей языков тера по данным справочника Ethnologue составляет около 242 тыс. человек. Наиболее распространённым по числу носителей является язык тера — на нём говорит около 101 тыс. человек (2000), согласно данным сайта Joshua Project численность этнической группы тера — 144 000 человек.
Многие носители языков тера также говорят на широко распространённых в Нигерии языках фула и хауса.